# ابتلابنیتز
ابتلابنیتز (به آلمانی: Abtlöbnitz) در آلمان است که در Molauer Land واقع شده‌است.